# 아파트 이웃들이 수상해
《아파트 이웃들이 수상해》(영어: Only Murders in the Building)는 훌루에서 2021년 8월부터 방영된 미국의 미스터리 코미디 드라마이다.